# Копетон темноголовий
Копето́н темноголовий (Myiarchus tuberculifer) — вид горобцеподібних птахів родини родини тиранових (Tyrannidae). Мешкає в США, Мексиці, Центральній та Південній Америці. Виділяють низку підвидів.

## Опис
Довжина птаха становить 18 см, вага 19,4 г. Верхня частина тіла коричнева, голова з невеликим чубом бура, груди сірі, живіт жовтий. Крила коричневі, за світлими смужками.

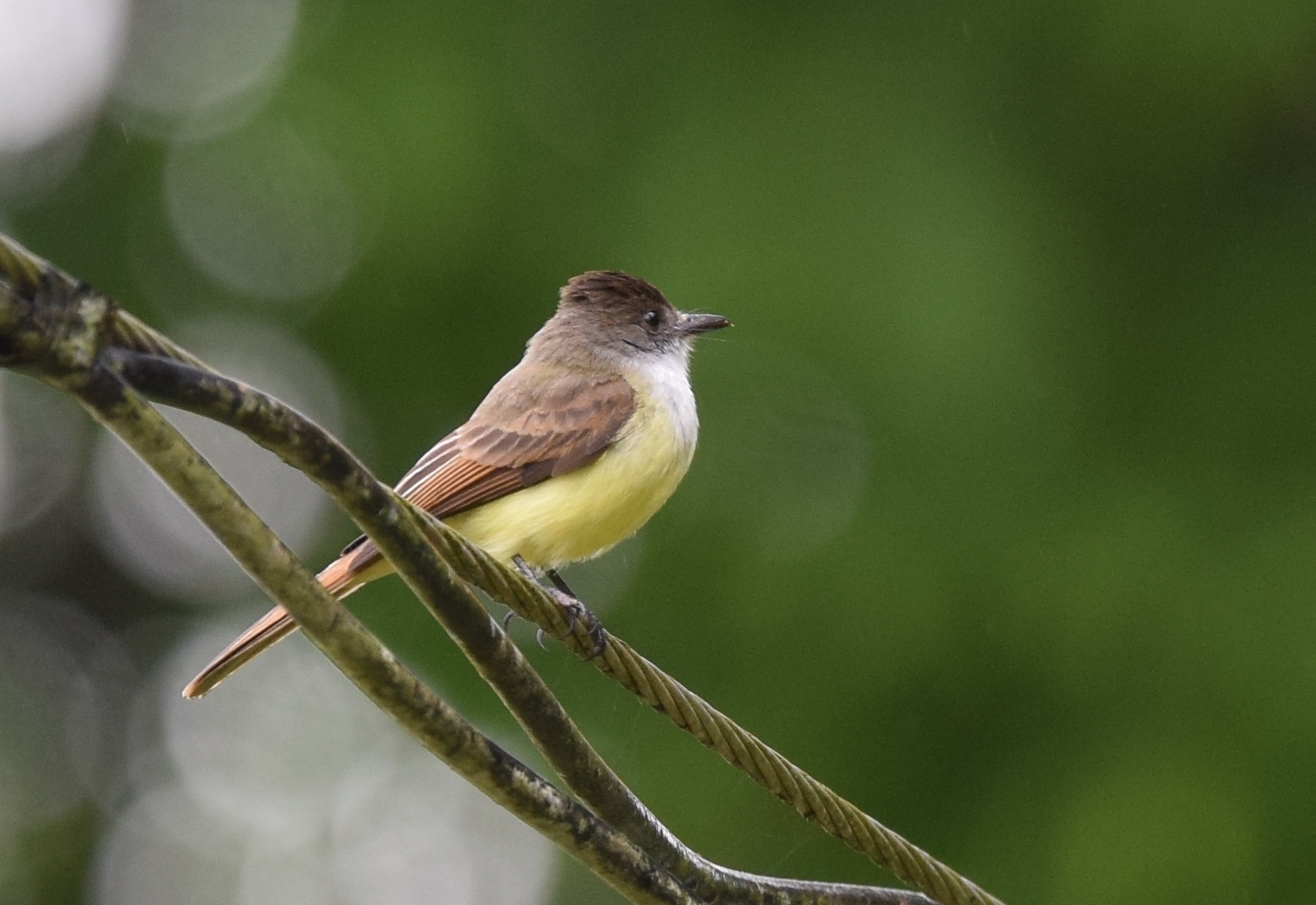
Темноголовий копетон (Картаго, Коста-Рика)

## Підвиди
Виділяють тринадцять підвидів:
- M. t. olivascens Ridgway, 1884 — південний захід США, південний захід Мексики;
- M. t. lawrenceii (Giraud Jr, 1841) — східна Мексика, Гватемала, Сальвадор;
- M. t. querulus Nelson, 1904 — південно-західна Мексика;
- M. t. platyrhynchus Ridgway, 1885 — острів Косумель (Мексика);
- M. t. manens Parkes, 1982 — південно-східна Мексика, північний Беліз;
- M. t. connectens Miller, W & Griscom, 1925 — західний Беліз, Гондурас, центральне Нікарагуа;
- M. t. littoralis Zimmer, JT, 1953 — захід Нікарагуа, північний захід Коста-Рики;
- M. t. nigricapillus Cabanis, 1861 — південний схід Нікарагуа, Коста-Рика, західна Панама;
- M. t. brunneiceps Lawrence, 1861 — східна Панама, західна Колумбія;
- M. t. pallidus Zimmer, JT & Phelps, 1946 — північно-східна Колумбія, північна та західна Венесуела;
- M. t. tuberculifer (d'Orbigny & Lafresnaye, 1837) — центральна Колумбія, Венесуела, Гаяна, Суринам, Французька Гвіана, бразильська Амазонія, південно-східна Бразилія, острів Тринідад;
- M. t. nigriceps Sclater, PL, 1860 — південно-західна Колумбія, західнай Еквадор;
- M. t. atriceps Cabanis, 1883 — південний Еквадор, Перу, .

## Поширення і екологія
Темноголові копетони поширені від півдня Сполучених Штатів Америки, де він гніздиться в лісових масивах південної Аризони і в техаських горах Чісос до північної Аргентини. На більшій частині свого ареалу це осілий вид птахів, однак популяції США і північної Мексики взимку мігрують на південь Мексики. Живуть в тропічних і субтропічних лісах, в заболочених лісах, чагарникових заростях і плантаціях на висоті до 3400 м над рівнем моря.

## Поведінка
Темноголовий копетон харчується комахами, яких ловить серед рослинності. Також він доповнює свій раціон невеликими плодами і ягодами, зокрема плодами Bursera simaruba і Cymbopetalum mayanum, причому рослинна дієта може переважати у зимові місяці. Гнізда розміщуються в дуплах дерев. В кладці 3 яйця охристого кольору, поцяткованих коричневими плямками. Пташенята покриваються пір'ям на 13 день.